# Tvireita
Die Tvireita (norwegisch für Zwei Rillen) ist eine rund 8 km lange Moräne im ostantarktischen Königin-Maud-Land. In der Payergruppe der Hoelfjella liegt sie im östlichen Teil des Mendelejew-Gletschers. Sie besteht aus zwei fast parallelen Segmenten, die sich in nordöstlicher Richtung einander annähern.
Norwegische Kartographen, die sie auch benannten, kartierten sie anhand von Luftaufnahmen und Vermessungen der Dritten Norwegischen Antarktisexpedition (1956–1960).